# Strzępiak późny
Strzępiak późny (Inocybe nitidiuscula (Britzelm.) Lapl.) – gatunek grzybów należący do rodziny strzępiakowatych (Inocybaceae).

## Systematyka i nazewnictwo
Pozycja w klasyfikacji według Index Fungorum: Inocybe, Inocybaceae, Agaricales, Agaricomycetidae, Agaricomycetes, Agaricomycotina, Basidiomycota, Fungi.
Po raz pierwszy zdiagnozował go w 1891 r. Max Britzelmayr nadając mu nazwę Agaricus nitidiuscula. Obecną, uznaną przez Index Fungorum nazwę nadał mu Maurice Counjard de Laplanche w 1894 r.
Synonimy:

- Agaricus nitidiuscula Britzelm. 1891
- Inocybe friesii R. Heim 1931
- Inocybe friesii f. ampullacea (Kühner) Bon 1997
- Inocybe friesii f. epixantha Kühner 1955
- Inocybe friesii f. laricina R. Heim 1934
- Inocybe friesii var. brunneola J. Favre ex J. Favre 1960
- Inocybe friesii var. epixantha (Kühner) Cetto 1987
- Inocybe nitidiuscula f. ampullacea Kühner 1988
- Inocybe nitidiuscula f. epixantha (Kühner) Stangl 1983
- Inocybe ovalispora f. brunneola J. Favre 1960

Nazwę polską nadał Andrzej Nespiak w 1990 roku (opisał go jako Inocybe tarda Kühner).

## Morfologia
Kapelusz
Średnica 2–5 cm, początkowo stożkowaty, ale szybko rozpościerający się, z szerokim i niskim garbem. Brzeg początkowo nieco podwinięty, potem wyprostowujący się i na koniec odginający w górę. Powierzchnia na szczycie gładka, poza tym pokryta przylegającymi włókienkami na jasnym tle. Początkowo jest brudnobrązowy, na środku ciemnozielony, potem jaśniejszy – o barwie od ochrowej do brązowej z beżowym odcieniem.
Blaszki
Mniej lub bardziej przyrośnięte, z blaszeczkami. Początkowo białawoszare, potem brązowoochrowe. Ostrza delikatnie orzęsione.
Trzon
Wysokość 3,5–7 cm, grubość 0,3–0,7 cm, walcowaty z nieznacznie pogrubioną podstawą. Powierzchnia  w górnej części biaława lub jasnopłowa i oszroniona, niżej włóknista, jasnobrązowa lub ochrowobrązowa, ale bez czerwonawego odcienia, przy podstawie pokryta białą, wełnistą grzybnią.
Miąższ
W kapeluszu białawy, w trzonie o barwie jasnego drewna, włóknisty. Zapach spermy lub botwiny.
Cechy mikroskopowe
Zarodniki 8–13 × 5–7 µm. Cheilocystydy i pleurocystydy prawie wrzecionowate, o wymiarach 60–70 × 11–20 µm i nieco zgrubiałej ścianie. Kaulocystydy podobne, ale smuklejsze, z kryształkami lub bez.

## Występowanie i siedlisko
Znane jest występowanie strzępiaka późnego w Ameryce Północnej i niektórych krajach Europy. W piśmiennictwie naukowym na terenie Polski do 2003 r. notowany w Babiogórskim i w Tatrzańskim Parku Narodowym.
Grzyb mikoryzowy. Rośnie na ziemi w lasach iglastych, liściastych i w zaroślach. Spotykany w pobliżu grabów, modrzewi, świerków, sosny, dębów. Owocniki pojawiają się od kwietnia do listopada.